# Suaeda eltonica
Suaeda eltonica är en amarantväxtart som beskrevs av Modest Mikhaĭlovich Iljin. Suaeda eltonica ingår i släktet saltörter, och familjen amarantväxter. Inga underarter finns listade i Catalogue of Life.